# Orlu (Eure-et-Loir)
Orlu is een plaats en voormalige gemeente in het Franse departement Eure-et-Loir (regio Centre-Val de Loire) en telt 49 inwoners (2009). De plaats maakt deel uit van het arrondissement Chartres. Op 1 januari 2016 is Orlu gefuseerd met de gemeente Gommerville en opgegaan in een nieuw gevormde gemeente, eveneens Gommerville geheten.

## Geografie
De oppervlakte van Orlu bedraagt 5,0 km², de bevolkingsdichtheid is dus 9,8 inwoners per km².
De onderstaande kaart toont de ligging van Orlu (Eure-et-Loir) met de belangrijkste infrastructuur en aangrenzende gemeenten.

## Demografie
Onderstaande figuur toont het verloop van het inwonertal (bron: INSEE-tellingen).